# Jinkouhe
Jinkouhe är ett stadsdistrikt i Leshan i Sichuan-provinsen i sydvästra Kina.